# Franskbrødsand
Franskbrødsand er en betegnelse, der undertiden anvendes i spøg om de halvtamme ænder, der fodres med franskbrød i byernes parker og lignende. Disse ænder kan have et aparte udseende, hvis det drejer om krydsninger (hybrider) mellem tamænder og vilde gråænder. De kan både være større end den vilde gråand og have anderledes farvet fjerdragt, ofte med hvidt bryst.
Gråanden parrer sig gerne med ænder af andre arter, hvorved der kan opstå levedygtige krydsninger. Enhver art eller delpopulation af en art har sin egen genpulje, der kendetegner lige præcis den art eller population. I nogle dele af verden kan disse hybrider være et problem, fordi der sker en "forurening" af genpuljen for populationer af sjældne, lokale andearter.